# Frontenex
Frontenex [fʁɔ̃tnɛks] est une commune française située dans le département de la Savoie, en région Auvergne-Rhône-Alpes.

## Géographie

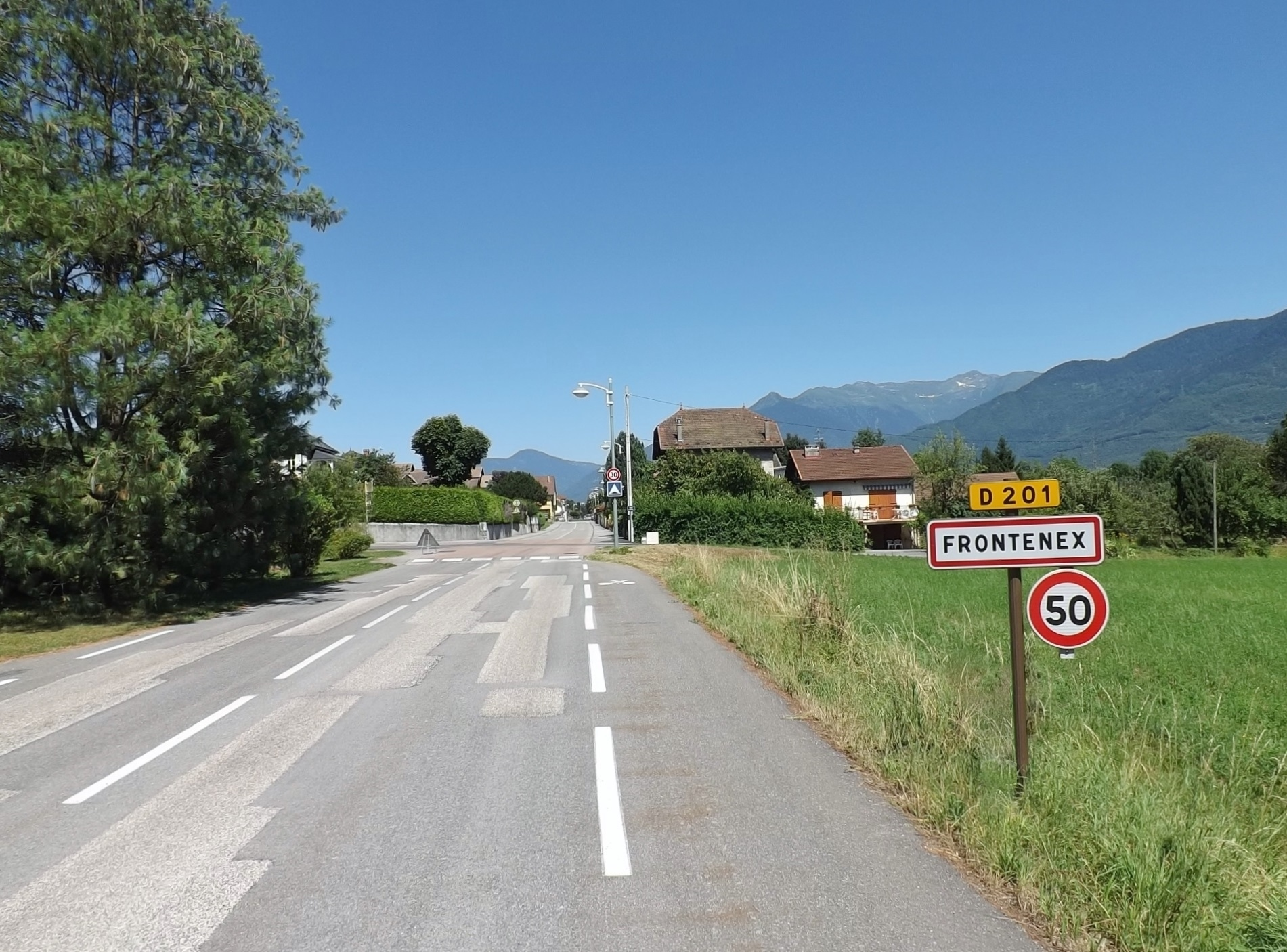
Entrée du chef-lieu.

Frontenex est située dans le département de la Savoie en région Auvergne-Rhône-Alpes, et fait partie du canton de Grésy-sur-Isère, et de l'intercommunalité communauté d'agglomération Arlysère.
La commune se situe entre le col de Tamié dans le massif des Bauges et l'Isère, à proximité d’Albertville dans la combe de Savoie.
Elle est à 74,3 km de Grenoble et à 143,8 km de Lyon. Ses communes limitrophes sont, dans le sens horaire, Saint-Vital, Cléry, Tournon, Notre Dame des Millères et Saint Hélène sur Isère.

### Climat
Pour des articles plus généraux, voir Climat d'Auvergne-Rhône-Alpes et Climat de la Savoie.
En 2010, le climat de la commune est de type climat des marges montargnardes, selon une étude du Centre national de la recherche scientifique s'appuyant sur une série de données couvrant la période 1971-2000. En 2020, Météo-France publie une typologie des climats de la France métropolitaine dans laquelle la commune est exposée à un climat de montagne ou de marges de montagne et est dans la région climatique Alpes du nord, caractérisée par une pluviométrie annuelle de 1 200 à 1 500 mm, irrégulièrement répartie en été.
Pour la période 1971-2000, la température annuelle moyenne est de 10,7 °C, avec une amplitude thermique annuelle de 18,7 °C. Le cumul annuel moyen de précipitations est de 1 465 mm, avec 9,9 jours de précipitations en janvier et 8,9 jours en juillet. Pour la période 1991-2020, la température moyenne annuelle observée sur la station météorologique de Météo-France la plus proche, « Gilly sur Isère », sur la commune de Gilly-sur-Isère à 4 km à vol d'oiseau, est de 11,4 °C et le cumul annuel moyen de précipitations est de 1 353,7 mm,. Pour l'avenir, les paramètres climatiques de la commune estimés pour 2050 selon différents scénarios d'émission de gaz à effet de serre sont consultables sur un site dédié publié par Météo-France en novembre 2022.

## Urbanisme

### Typologie
Au 1er janvier 2024, Frontenex est catégorisée ceinture urbaine, selon la nouvelle grille communale de densité à sept niveaux définie par l'Insee en 2022.
Elle appartient à l'unité urbaine d'Albertville, une agglomération intra-départementale regroupant 17  communes, dont elle est une commune de la banlieue,,. Par ailleurs la commune fait partie de l'aire d'attraction d'Albertville, dont elle est une commune de la couronne,. Cette aire, qui regroupe 30 communes, est catégorisée dans les aires de 50 000 à moins de 200 000 habitants,.

### Occupation des sols
L'occupation des sols de la commune, telle qu'elle ressort de la base de données européenne d’occupation biophysique des sols Corine Land Cover (CLC), est marquée par l'importance des territoires artificialisés (64,5 % en 2018), en augmentation par rapport à 1990 (46,8 %). La répartition détaillée en 2018 est la suivante : 
zones urbanisées (48,3 %), zones agricoles hétérogènes (25,2 %), zones industrielles ou commerciales et réseaux de communication (16,2 %), eaux continentales (10,2 %).
L'IGN met par ailleurs à disposition un outil en ligne permettant de comparer l’évolution dans le temps de l’occupation des sols de la commune (ou de territoires à des échelles différentes). Plusieurs époques sont accessibles sous forme de cartes ou photos aériennes : la carte de Cassini (XVIIIe siècle), la carte d'état-major (1820-1866) et la période actuelle (1950 à aujourd'hui).

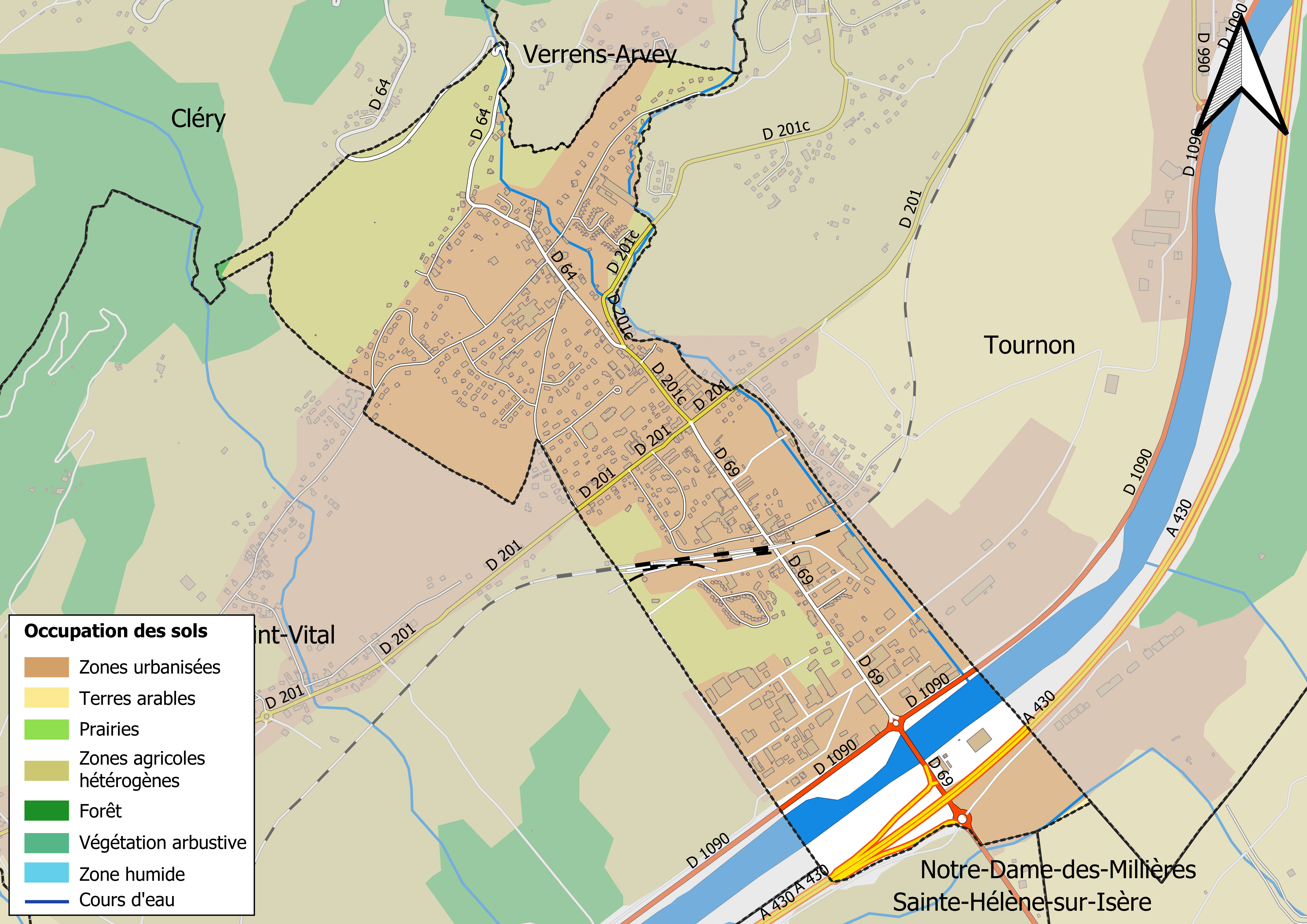
Carte des infrastructures et de l'occupation des sols en 2018 (CLC) de la commune.
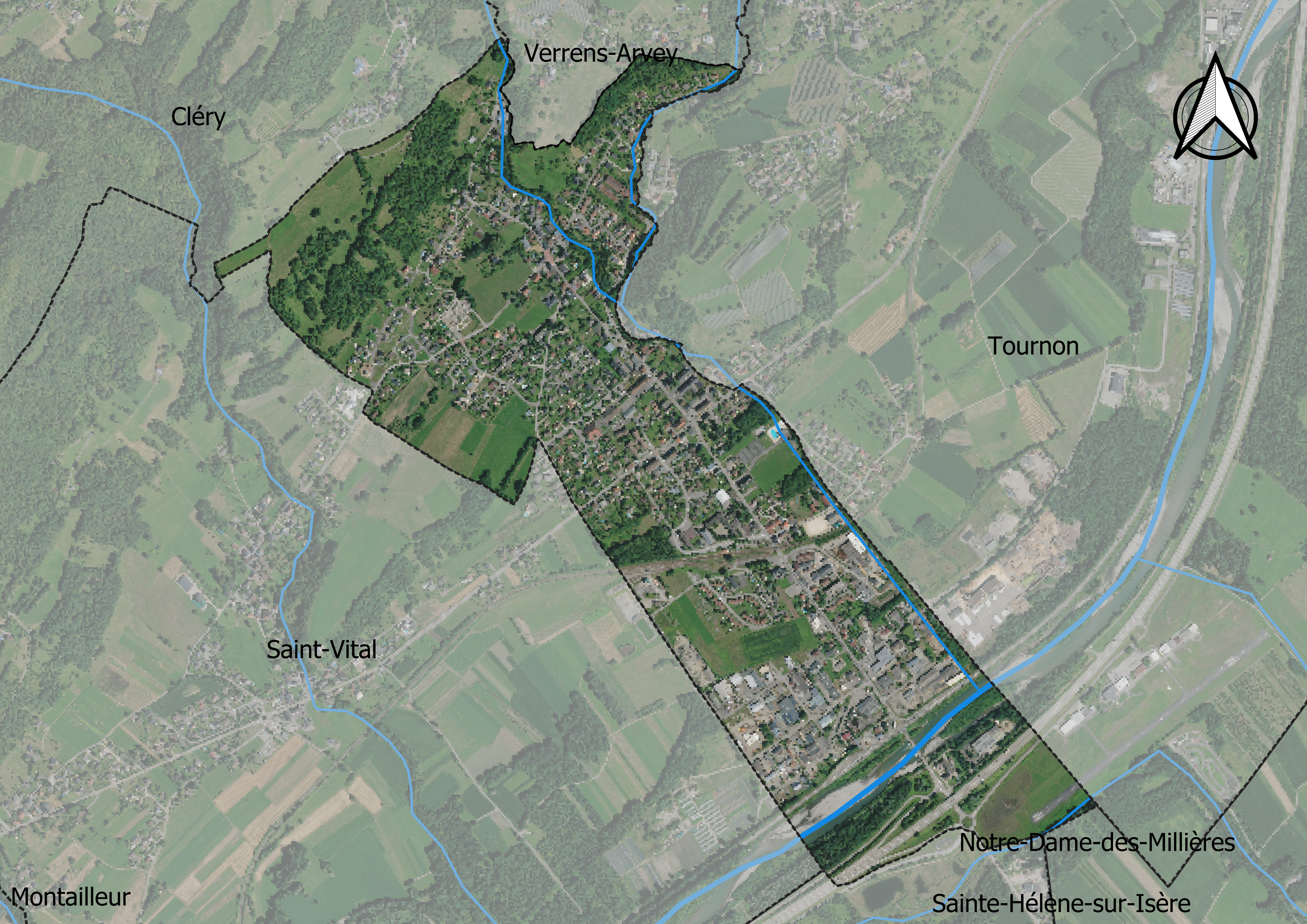
Carte orthophotogrammétrique de la commune.

## Toponymie
En francoprovençal, le nom de la commune s'écrit Frontna selon graphie de Conflans.

## Histoire
Jean-Pierre Fontanet (arrière-grand-père de Joseph Fontanet, ministre de De Gaulle et Pompidou), avait obtenu en 1865 la création d'une paroisse nouvelle, celle de la Nativité, puis en 1866 la création par Napoléon III de la commune de Frontenex, distincte de celle de  Cléry dont elle était jusqu'alors l'un des cinq hameaux. Jean-Pierre Fontanet fut le premier maire de la nouvelle commune.
La nouvelle commune a ensuite pris son essor grâce à la nouvelle Route Royale (RN 90) et l'assainissement des plaines.
Après la mort de Joseph Fontanet en 1980, la maison de la famille Fontanet a été rachetée par la commune, qui en a fait sa mairie.

## Politique et administration

### Liste des maires

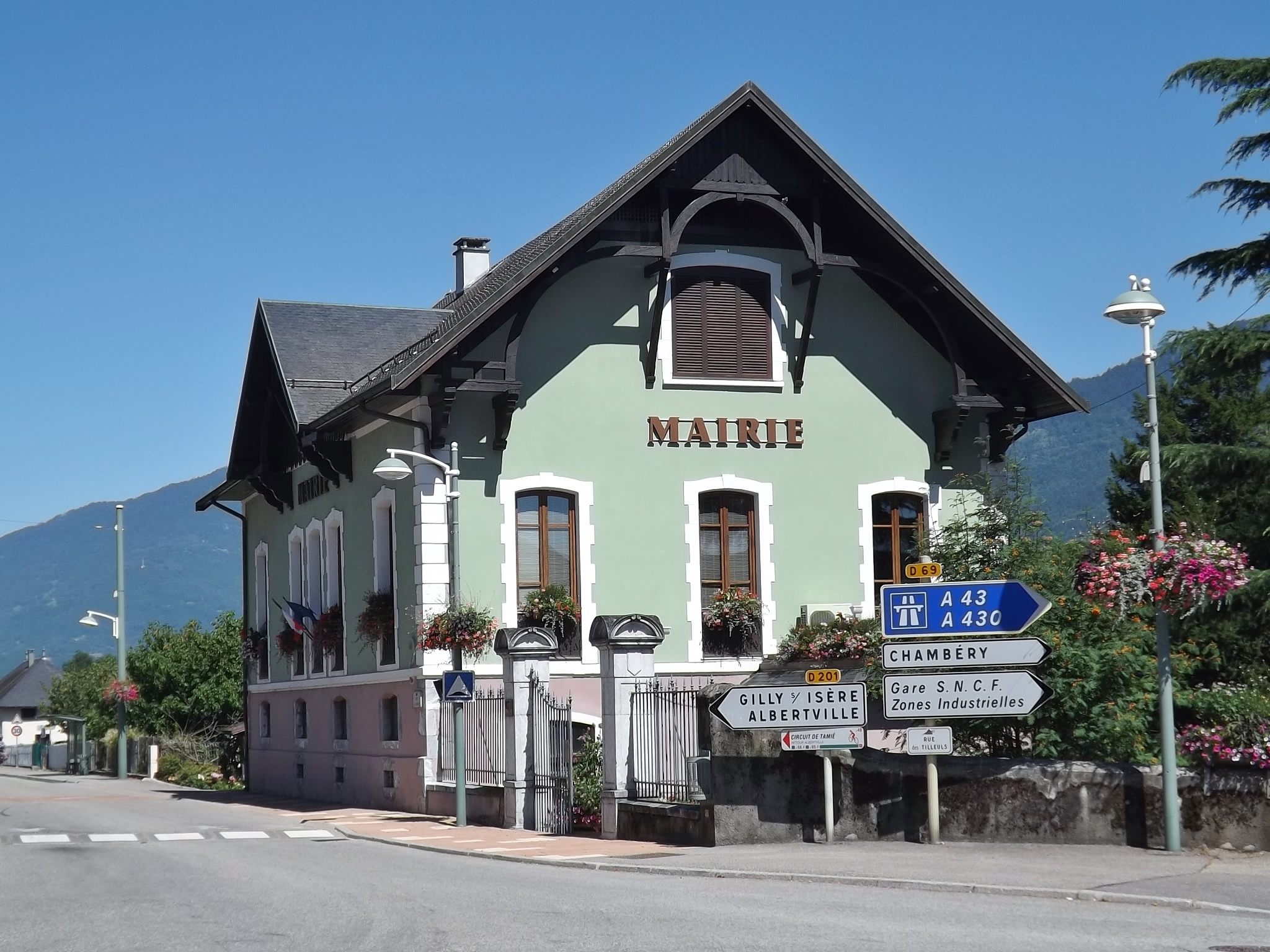
La mairie, ancienne maison familiale des Fontanet.

| Période                                  | Période                  | Identité             | Étiquette      | Qualité                                                                   |
| ---------------------------------------- | ------------------------ | -------------------- | -------------- | ------------------------------------------------------------------------- |
| Les données manquantes sont à compléter. |                          |                      |                |                                                                           |
| 1866                                     |                          | Jean-Pierre Fontanet |                | maître de forges, premier maire de la commune créée par scission de Cléry |
| Les données manquantes sont à compléter. |                          |                      |                |                                                                           |
| mars 1955                                | mars 1995                | Ferdinand Martin     | Sans étiquette | gérant, conseiller général                                                |
| Les données manquantes sont à compléter. |                          |                      |                |                                                                           |
| mars 2001                                | mars 2008                | Claude Peissel       |                |                                                                           |
| mars 2008                                | En cours (au avril 2014) | Jean-Paul Girard     |                |                                                                           |

## Démographie
L'évolution du nombre d'habitants est connue à travers les recensements de la population effectués dans la commune depuis 1872. Pour les communes de moins de 10 000 habitants, une enquête de recensement portant sur toute la population est réalisée tous les cinq ans, les populations de référence des années intermédiaires étant quant à elles estimées par interpolation ou extrapolation. Pour la commune, le premier recensement exhaustif entrant dans le cadre du nouveau dispositif a été réalisé en 2005.

En 2022, la commune comptait 1 917 habitants, en évolution de +3,01 % par rapport à 2016 (Savoie : +3,63 %, France hors Mayotte : +2,11 %).
| 1872 | 1876 | 1881 | 1886 | 1891 | 1896 | 1901 | 1906 | 1911 |
| ---- | ---- | ---- | ---- | ---- | ---- | ---- | ---- | ---- |
| 375  | 371  | 374  | 430  | 419  | 418  | 368  | 335  | 383  |

| 1921 | 1926 | 1931 | 1936 | 1946 | 1954 | 1962 | 1968 | 1975  |
| ---- | ---- | ---- | ---- | ---- | ---- | ---- | ---- | ----- |
| 342  | 406  | 425  | 487  | 454  | 528  | 671  | 664  | 1 226 |

| 1982  | 1990  | 1999  | 2005  | 2006  | 2010  | 2015  | 2020  | 2022  |
| ----- | ----- | ----- | ----- | ----- | ----- | ----- | ----- | ----- |
| 1 310 | 1 397 | 1 582 | 1 688 | 1 659 | 1 676 | 1 839 | 1 943 | 1 917 |

## Culture locale et patrimoine

### Lieux et monuments

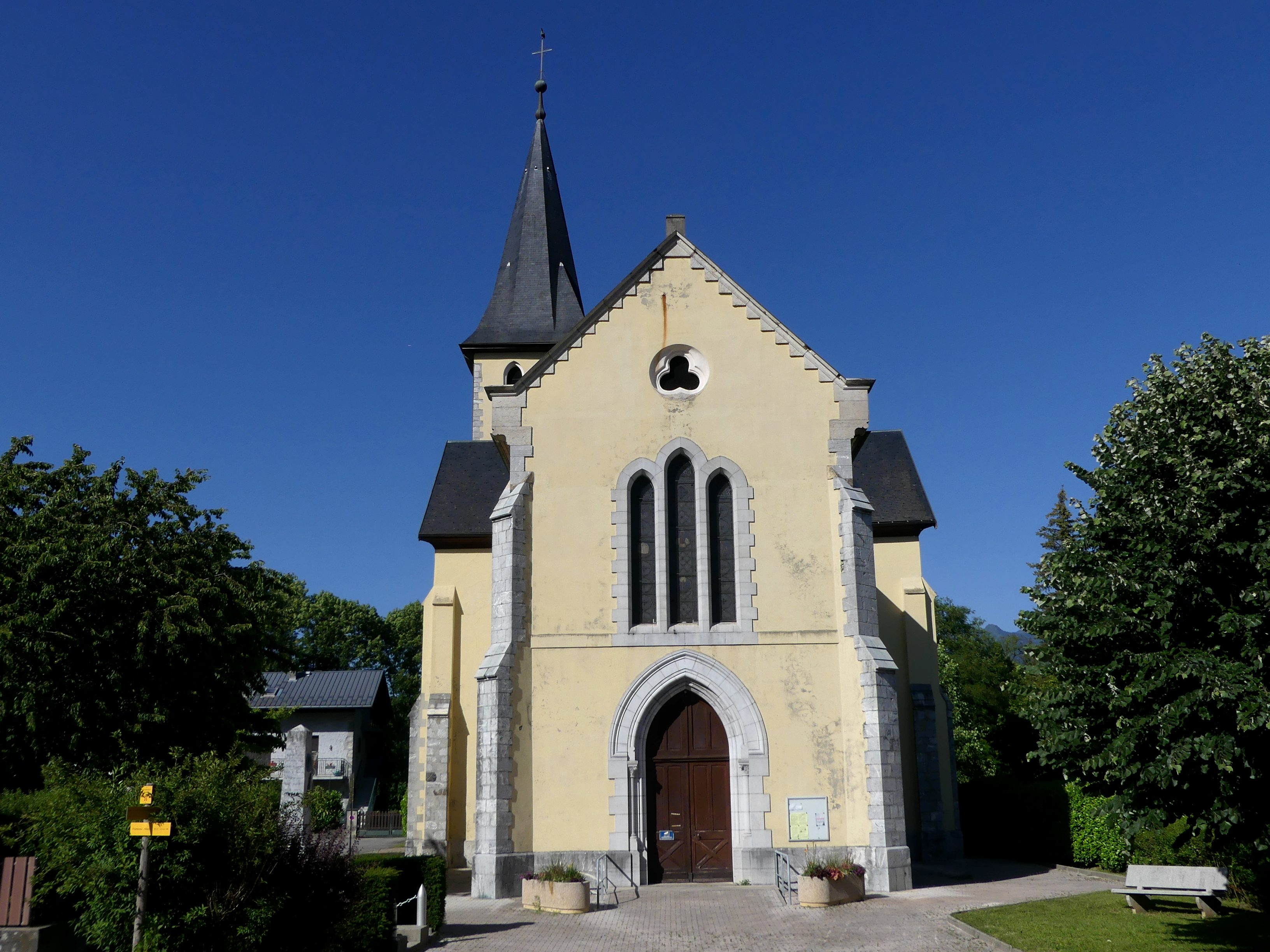
Église Notre-Dame de la Nativité.

- Église placée sous le patronage de Notre-Dame-de-la-Nativité. Le nouvel édifice, de style néogothique, est construit selon les plans de l'architecte Dénarié, en 1870. Elle est consacrée en 1878[19].
- Le collège Joseph-Fontanet a ouvert ses portes en 1973.

### Personnalités liées à la commune
- Joseph Fontanet (1921-1980), ancien ministre, né dans la commune.